# Président de Bougainville
Le Président de Bougainville est le chef de l’exécutif de la région autonome de Bougainville, en Papouasie-Nouvelle-Guinée.

## Historique
Le poste est créé à la suite de l'accord de paix de 2001 ayant mis fin à la Guerre civile de Bougainville. Un poste de président et une Chambre des représentants élus tous les cinq ans au scrutin direct sont mis en place.
Les premières élections en 2005 voient Joseph Kabui accéder à la présidence. À la suite de son décès le 7 juin 2008 d'une crise cardiaque, son Vice-Président John Tabinaman assure l'intérim jusqu'aux élections de décembre 2008, qui sont remportées par James Tanis. Celui ci n'est cependant élu que pour mener à son terme le mandat entamé par Joseph Kabui, afin de conserver des élections simultanées du président et de la chambre des représentants en 2010. Ces élections voient la victoire de John Momis, qui est réélu pour un deuxième mandat en 2015.

## Mode de scrutin
Le président est élu en même temps que les membres de la Chambre des représentants par le biais d'une forme limitée du vote alternatif pour un mandat de cinq ans, renouvelable une seule fois. Les candidats doivent être âgé d'au moins quarante ans. Une fois élu, le président nomme un vice président parmi les membres de la chambre des représentants issus d'une autre région que la sienne. En cas de vacance de la présidence passée la quatrième année du mandat présidentiel, le vice président devient président et mène le mandat à son terme. En cas de vacance avant la quatrième année, une nouvelle élection est organisée. Le mandat du président alors élu est cependant réduit à la durée restant du mandat présidentiel n'ayant pu être mené à son terme, de telle sorte que l' élection présidentielle suivante soit organisée en même temps que les élections législatives au terme du mandat initial de cinq ans. La constitution impose en effet l'organisation simultanée de ces scrutins.
Si les premières élections en 2005 ont eu lieu au scrutin uninominal majoritaire à un tour, Bougainville utilise depuis 2007 une version limitée du vote alternatif. Au cours du vote, chaque électeur classe trois candidats par ordre de préférence sur le bulletin de vote en écrivant un chiffre dans la case à côté du nom du candidat : 1 étant sa première préférence, 2 la suivante, et 3 la troisième. Les bulletins de vote comportant moins ou plus de trois préférences sont considérés comme nuls. Lors du dépouillement, les premières préférence sont additionnées pour chacun des candidats. Si l'un d'entre eux obtient la majorité absolue de ces voix, il est élu. Sinon, un deuxième décompte est effectué en éliminant le candidat qui a recueilli le moins de voix, et on réparti les voix de ses électeurs aux candidats marqués par eux en seconde préférence. On compte à nouveau les voix des candidats en additionnant aux premières voix ces voix supplémentaires obtenues lors du deuxième décompte. Si un candidat obtient la majorité absolue des voix, il est élu. Sinon, l'opération est répétée jusqu'à l'obtention d'une majorité absolue, si besoin jusqu'à ce qu'il ne reste que deux candidats en lice, les troisième préférences étant prises en compte si le candidat marqué par l'électeur en second préférence a déjà été éliminé lors d'un décompte précédent,.

## Liste
| N° | Nom             | Élection | Mandat            | Mandat         | Parti                              |
| N° | Nom             | Élection | Début             | Fin            | Parti                              |
| -- | --------------- | -------- | ----------------- | -------------- | ---------------------------------- |
| 1  | Joseph Kabui    | 2005     | 15 juin 2005      | 7 juin 2008    | Congrès du peuple de Bougainville  |
| -  | John Tabinaman  | intérim  | 7 juin 2008       | 6 janvier 2009 |                                    |
| 2  | James Tanis     | 2008     | 6 janvier 2009    | 10 juin 2010   | Congrès du peuple de Bougainville  |
| 3  | John Momis      | 2010     | 10 juin 2010      | 10 juin 2015   | Nouveau parti de Bougainville      |
| 3  | John Momis      | 2015     | 10 juin 2015      | en fonction    | Nouveau parti de Bougainville      |
| 4  | Ishmael Toroama | 2020     | 25 septembre 2020 |                | Alliance populaire de Bougainville |